# Przeradz (przystanek kolejowy)
Przeradz – przystanek osobowy w województwie zachodniopomorskim, w powiecie szczecineckim, 1 km na południowy wschód od centrum wsi. Przez przystanek przebiega jednotorowa zelektryfikowana linia kolejowa Szczecinek - Białogard - Kołobrzeg. Na przystanku zatrzymują się wyłącznie pociągi osobowe.

## Ruch pasażerski
| Rok  | Wymiana pasażerska na dobę |
| ---- | -------------------------- |
| 2017 | 20-49                      |
| 2022 | 20-49                      |